# Беднарж, Павел
Па́вел Бе́днарж (чеш. Pavel Bednář; 25 июня 1970, Прага) — чешский гребец-каноист, выступал за сборную Чехии на всём протяжении 1990-х годов. Участник летних Олимпийских игр в Атланте, серебряный и дважды бронзовый призёр чемпионатов мира, бронзовый призёр чемпионата Европы, победитель многих регат национального и международного значения. Также известен как гребец-марафонец, двукратный чемпион мира по марафонской гребле.

## Биография
Павел Беднарж родился 25 июня 1970 года в Праге. Активно заниматься греблей начал в раннем детстве, проходил подготовку в одном из местных гребных клубов.
Первого серьёзного успеха на взрослом международном уровне добился в 1993 году, когда попал в основной состав чешской национальной сборной и побывал на чемпионате мира в Копенгагене, откуда привёз награду серебряного достоинства, выигранную в зачёте одиночных каноэ на дистанции 10000 метров — в решающем заезде его обошёл только венгр Жолт Бохач. Благодаря череде удачных выступлений удостоился права защищать честь страны на летних Олимпийских играх 1996 года в Атланте — стартовал в двойках вместе с напарником Петром Фукса на пятистах и тысяче метрах, но в обеих этих дисциплинах сумел дойти лишь до стадии полуфиналов.
После Олимпиады Беднарж остался в основном составе гребной команды Чехии и продолжил принимать участие в крупнейших международных регатах. Так, в 1997 году он выступил на мировом первенстве в канадском Дартмуте, где стал бронзовым призёром на дистанции 200 метров в двойках и четвёрках.
Помимо участия в чемпионатах по спринтерской гребле, Павел Беднарж также регулярно участвовал в марафонских регатах. Является двукратным чемпионом мира по марафонской гребле (2001, 2002), трижды серебряный призёр (1999, 2000, 2003), обладатель бронзовой медали (1992). Серебряный и дважды бронзовый призёр чемпионатов Европы.